# Samo mi se spava
Samo mi se spava (serbisch für Ich will nur schlafen) ist ein Lied des serbischen Sängers Luke Black. Mit dem Titel vertrat er Serbien beim Eurovision Song Contest 2023 in Liverpool.

## Hintergrund
Luke Black schrieb Samo mi se spava kurz nach Beginn der Corona-Pandemie 2020 gemeinsam mit einem Freund aus dem Libanon, veröffentlichte es zunächst jedoch nicht. Erst nachdem Konstrakta 2022 für Serbien beim Eurovision Song Contest mit dem Lied In corpore sano angetreten war, beschloss er, das Lied beim serbischen Vorentscheid Pesma za Evroviziju 2023 einzureichen. Aus diesem ging Samo mi se spava im Finale am 4. März 2023 als Sieger hervor und war somit der serbische Beitrag für den Eurovision Song Contest 2023.

## Inhalt
Samo mi se spava bedeutet „Ich will nur schlafen“. Luke Black erklärte in einem Interview, dass er einige Jahre, vor allem während der Pandemie, sehr zurückgezogen verbracht hat, viel Zeit in seinem Bett und mit Videospielen und Anime verbrachte. Das Lied beschreibt das Gefühl der Isolation, das die Menschen weltweit fühlen und den Wunsch, im Schlaf einen sicheren Raum zu finden, in den man sich zurückziehen kann.

## Beim Eurovision Song Contest
Serbien wurde beim Eurovision Song Contest 2023 in das erste Halbfinale am 9. Mai gelost. Dort startet Luke Black mit der Startnummer drei von 15 Teilnehmern und konnte sich mit 37 Punkten auf dem 10. Platz für das Finale am 13. Mai qualifizieren, wo ihm der 5. Startplatz zugeteilt wurde. Der Song belegte mit 30 Punkten den 24. Platz.